# فيلناك
فيلناك هي قرية تقع في إقليم أراد في رومانيا. تبعد عن أراد 20 كم.

## السكان
حسب إحصائيات 2002 بلغ عدد سكان القرية 5,182 نسمة.